# Aletheia

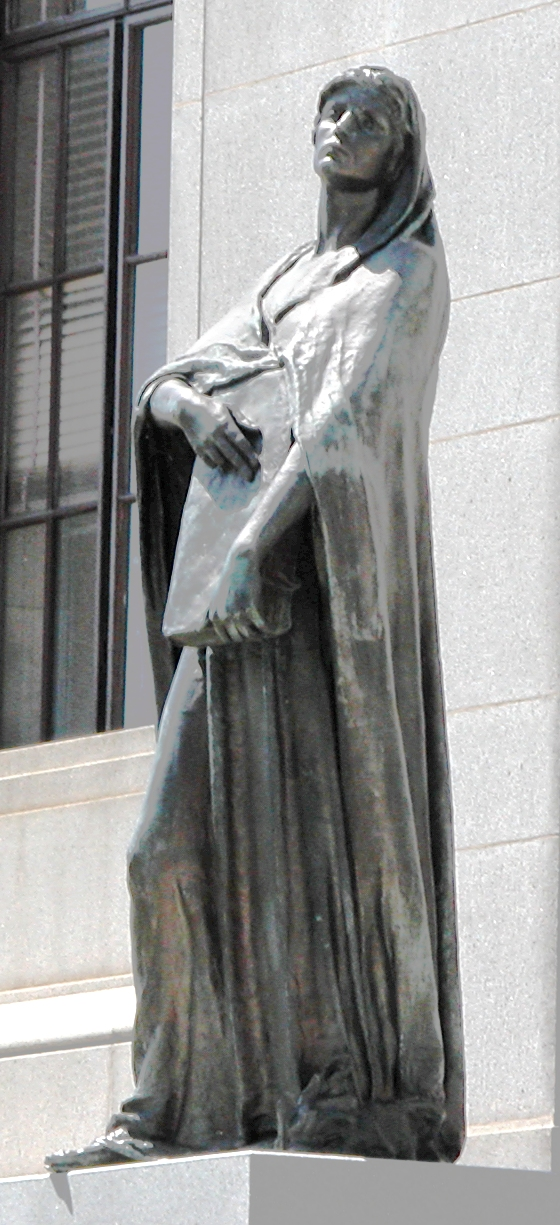
Staty föreställande Aletheia.

Aletheia (grekiska: Ἀλήθεια) var i grekisk mytologi en personifikation av sanningen, framställd som kvinna och dyrkad som gudinna och dotter till Zeus. 
Inom romersk mytologi dyrkades hon under namnet Veritas.